# Kin'yō Wakashū
Kin'yō Wakashū (金葉和歌集?, Collezione di foglie d'oro) a volte abbreviato in Kin'yōshū, è la quinta antologia imperiale di waka compilata nel tardo periodo Heian, è stata completata dopo Goshūi Wakashū e prima di Shika Wakashū. L'antologia fu compilata da Minamoto no Toshiyori (1055–1129) per ordine del già abdicato Daijō Tennō Shirakawa (1053–1129). Si compone di dieci volumi contenenti 716 poesie.

## Storia
Dopo che l'imperatore Shirakawa ebbe fatto compilare la quarta antologia imperiale, Goshūi Wakashū, progettò la compilazione di una nuova antologia e diede l'incarico di compilarla a Minamoto no Toshiyori. Alla fine del 1124 fu presentato per la prima volta all'imperatore per l'ispezione (初度本?, shodo hon, il primo libro), ma fu respinto. Pertanto, Toshiyori rivisitò il contenuto e lo presentò una seconda volta intorno all'aprile del 1125 (二度本?, ni-do hon, secondo libro). Tuttavia, anche questa versione non fu accettata da Shirakawa ed è stato restituito a Toshiyori. Infine, intorno al 1126 o l'anno successivo, Toshiyori ne redasse una nuova versione (三奏本?, San-sō hon, terzo libro) con ulteriori revisioni che fu finalmente accettata. Esistono quindi tre versioni del libro, ma la maggior parte dei manoscritti esistenti sono nido hon.
In realtà ci furono problemi anche con la versione finale, la poesia scritta all'inizio del libro è stata scritta da Minamoto no Shigeyuki, ma in realtà questa poesia era già inclusa nella terza antologia imperiale, Shūi Wakashū. Inoltre, altre quattro poesie si sovrappongono a Shūi Wakashū, una regola fondamentale era non ripetere le poesie che erano state incluse nella precedente antologia imperiale.

## Composizione
Si compone di 10 volumi suddivisi nelle categorie Primavera, Estate, Autunno, Inverno, Celebrazione, Separazione, Amore (due volumi) e Varie (due volumi). La maggior parte dei waka raccolti sono sotto forma di tanka e il decimo volume è intitolato Renga. Kin'yōshū e Shika Wakashū sono le uniche antologie imperiali composte da soli dieci volumi. Kin'yōshū contiene più di 650 poesie, anche se il numero di poesie varia tra le tre versioni dell'antologia. I poeti principali dell'antologia sono Minamoto no Tsunenobu e Toshiyori (padre e figlio) e Fujiwara no Akisue

## Valutazione
Sembra che Kin'yō Wakashū non sia stato ben accolto dai poeti dello stesso periodo. Secondo il Fukuro-zōshi, scritto da Fujiwara no Kiyosuke, un poeta della famiglia Rokujo Fuji, Kin'yō Wakashū era soprannominato Hijitsuki Aruji, Hijitsuki significa "falso", "dubbioso" e "imitazione" e aruji significa "raccolta".
Tuttavia rompeva da una tradizione che durava dai tempi di Kokinwakashū e conteneva molte nuove poesie di poeti contemporanei il cui stile era caratterizzato dall'intenzione verso la poesia haiku. Lo stesso Toshiyori ha il maggior numero di poesie in Senzai Wakashū, che è stata compilata in seguito. Inoltre , Hyakunin isshu compilato da Fujiwara no Teika include quattro poesie presenti in Kin'yō Wakashū.